# هيرهوخوفارد
هيرهوخوفارد Heerhugowaard  هي مدينة وبلدية بمقاطعة شمال هولندا، هولندا.

## طوبوغرافيا
خريطة طوبوغرافية هولندية لبلدية هيرهوخوفارد، يونيو 2015، (تقرأ بعد ثلاث نقرات على الخريطة).

## معرض صور

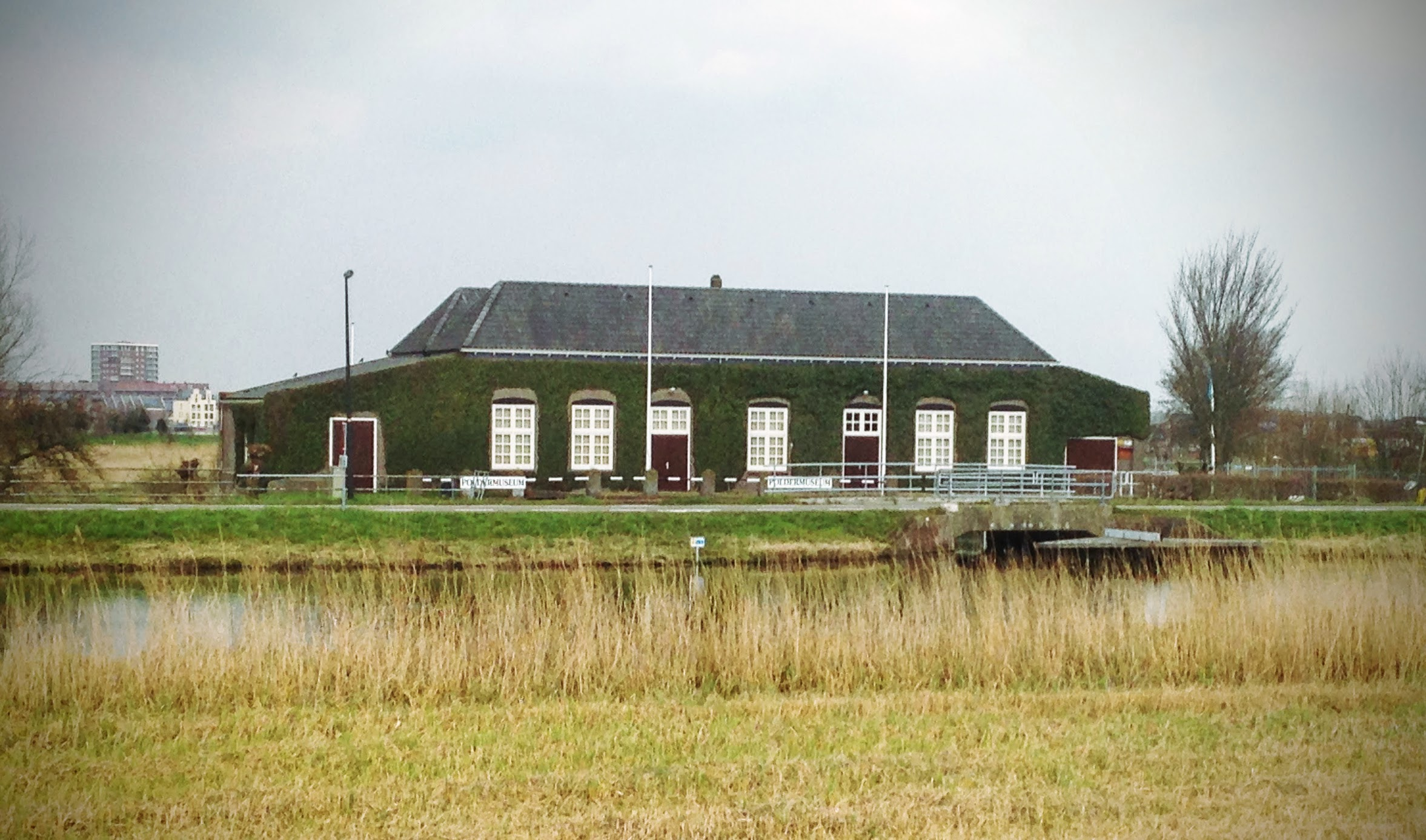
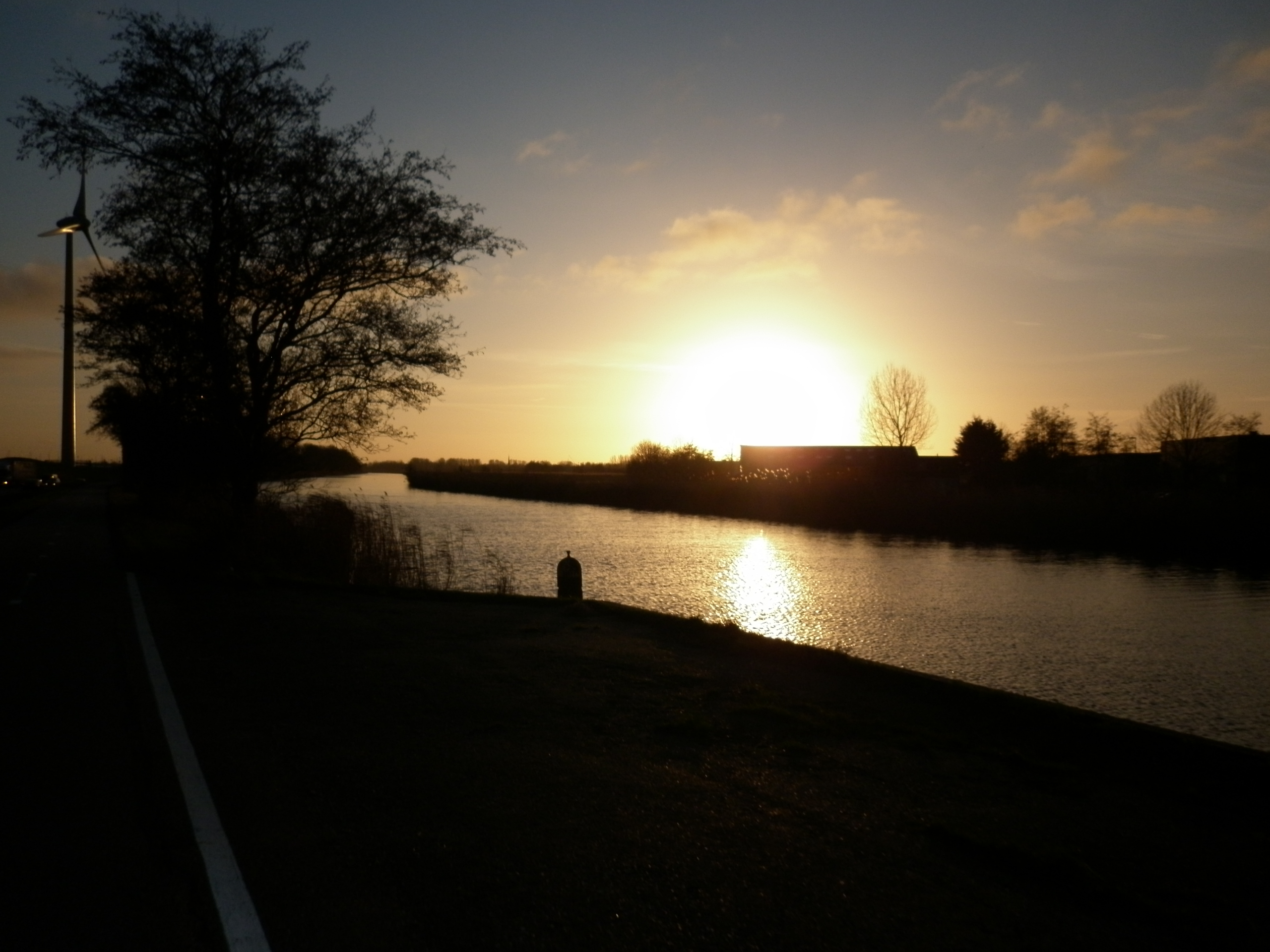
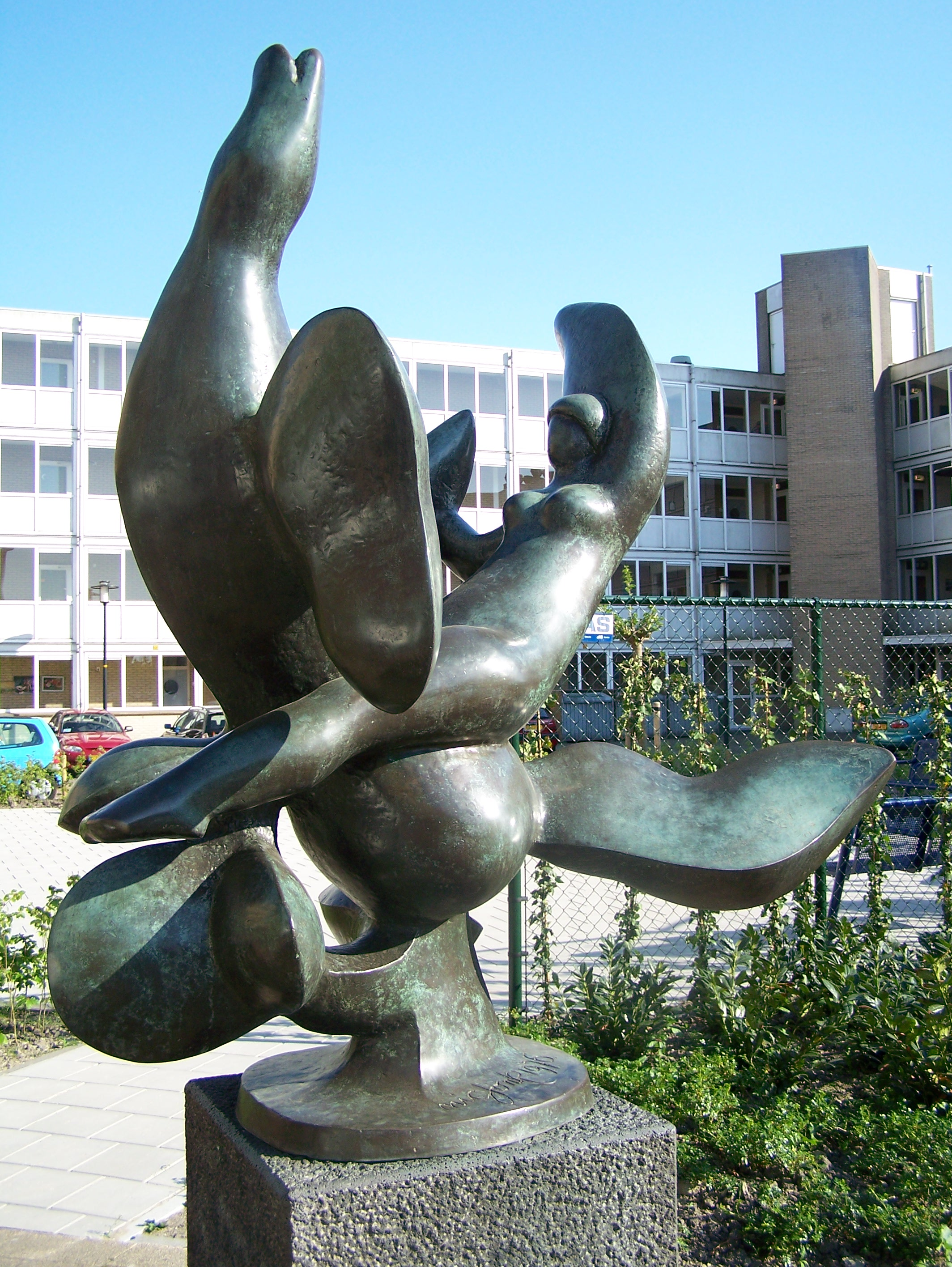
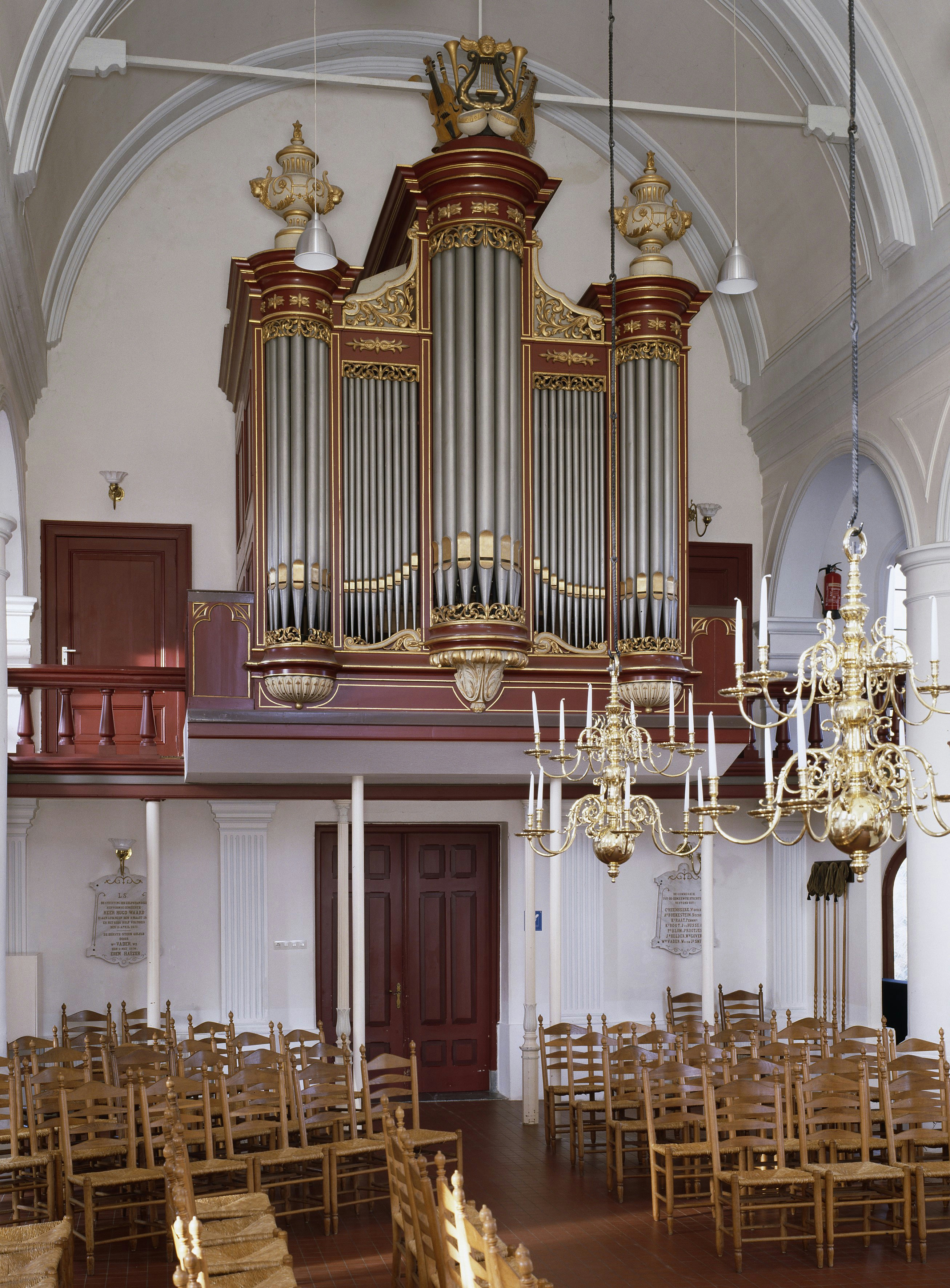
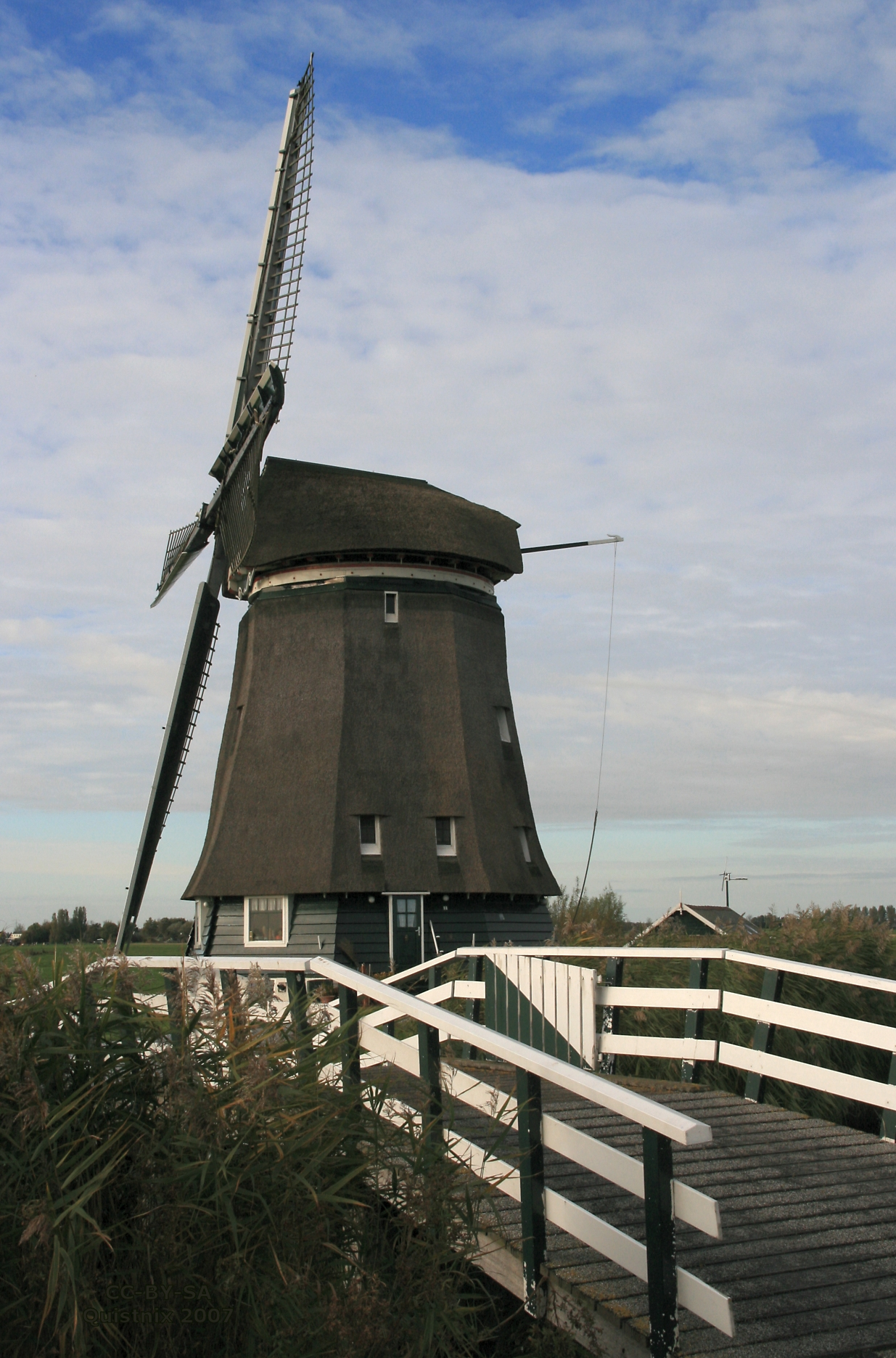

## توأمة
لهيرهوخوفارد اتفاقيات توأمة مع:
- كاليش

## أعلام
- أنوسجكا فان إكسل
- ارفيد سميت
- تيس ويستر
- رودي لوبرز